# Vérbnoie
Vérbnoie (en rus: Вербное) és un poble del krai de Primórie, a l'Extrem Orient de Rússia, que en el cens del 2010 tenia 14 habitants. Pertany al districte rural de Dalneretxenski.